# Monumento de guerra de la Royal Monmouthshire Royal Engineers
El Monumento de guerra de los Ingenieros Reales de la Royal Monmouthshire (en inglés: War Memorial of the Royal Monmouthshire Royal Engineers)conmemora a los soldados que murieron en la Primera y la Segunda Guerra Mundial. Se encuentra en Monmouth (Monmouthshire, Gales), en los terrenos de la colina del castillo, que alberga las ruinas del castillo de Monmouth, el lugar de nacimiento de Enrique V. En el castillo de la Colina se ubica también la Great Castle House, la sede de los Royal Engineers (Milicia) de Royal Monmouthshire. Great Castle House también alberga el Castillo y el Museo del Regimiento. Castle Hill no está lejos del Monmouth War Memorial en St. James' Square. 